# Jesuitbosättningarna i Córdoba
Jesuitbosättningarna i Cordóba (spanska: Manzana Jesuítica y Estancias de Córdoba) är sedan 2000 ett världsarv bestående av det före detta jesuitkomplexet i staden Córdoba och de fem gårdar (estancias) i provinsen Córdoba som hörde till detta.
Jesuitkomplexet Manzana Jesuítica var en gång centrum i Jesuitprovinsen Paraguay. Idag inrymmer det Universitetet i Córdoba, ett av de äldsta universiteten i Sydamerika, Monserrats gymnasieskola, en kyrka och bostadshus. För att bedriva en sådan stor anläggning drev jesuiterna sex gårdar (estancias) i provinsen Córdoba. Av dess gårdar finns idag fem kvar som ingår i världsarvet:
- Estancia de Alta Gracia
- Estancia de Jesús María
- Estancia de Santa Catalina
- Estancia de Caroya
- Estancia de La Candelaría

Gårdarna och komplexets verksamhet drog igång 1615. Jesuiterna tvingades överge dessa efter att Karl III av Spanien beslutat utvisa dem från den spanska kolonin. Efter utvisningen tog franciskaneroden över fram till 1853 då jesuiterna återkom till Amerika. Dock förstatligades universitetet och gymnasiet ett år senare.
Varje gård har sin egen kyrka och ett antal byggnader omkring vilket ett samhälle växte fram, såsom Alta Gracia, närmast byggnadskomplexet. Estancia San Ignacio finns inte längre.